# Arnold Hindera
Arnold Aleksander Hindera (ur. 11 września 1953 w Białej, zm. 11 maja 2020 tamże) – polski polityk, samorządowiec, burmistrz Białej w latach 2002–2014.

## Życiorys
Uczęszczał do Technikum Mechanizacji Rolnictwa w Grodkowie. W 1974 rozpoczął pracę w Spółdzielni Kółek Rolniczych w Białej, a w 1981 w Rolniczej Spółdzielni Produkcyjnej w Mokrej.
W 1990 został inspektorem ds. obrony cywilnej i ochrony przeciwpożarowej w Urzędzie Miejskim w Białej.
W 2000 roku ukończył studia politologiczne Uniwersytetu Opolskiego.
Po raz pierwszy na burmistrza Białej został wybrany podczas wyborów samorządowych w 2002 roku, następnie na drugą kadencję w 2006 i na trzecią w 2010.
W latach 1998–2002 i 2010–2014 był radnym Rady Powiatu Prudnickiego. Został delegatem polskiej strony Parlamentu Euroregionu Pradziad z siedzibą w Prudniku.
W 2014 został odznaczony Odznaką Honorową Powiatu Prudnickiego.
Od jesieni 2019 chorował. Zmarł 11 maja 2020. Został pochowany na cmentarzu w Białej 16 maja 2020.

## Życie prywatne
Od 11 listopada 1978 miał żonę Reginę, z którą miał córkę Aleksandrę i syna Przemysława.